# Platycheirus meridimontanus
Platycheirus meridimontanus är en tvåvingeart som beskrevs av Nielsen 2004. Platycheirus meridimontanus ingår i släktet fotblomflugor, och familjen blomflugor. Inga underarter finns listade i Catalogue of Life.